# Sekirei
Sekirei (セキレイ, letterlijk Kwikstaart) is een Japanse mangaserie geschreven door Sakurako Gokurakuin. De manga begon klein in het seinen-tijdschrift Young Gangan gepubliceerd door Square Enix in december 2004 en de eerste tankobon (ook wel deel) werd uitgegeven op 15 juni 2005, met tien delen beschikbaar in Japan op 25 juni 2010. Een animeversie van de serie werd geproduceerd door Seven Arcs en werd geregisseerd door Keizo Kusakawa. De anime werd uitgezonden in Japan tussen juli en september 2008, en een tweede seizoen werd uitgezonden tussen juli en september 2010. De licenties van beide seizoenen zijn in Noord-Amerika van Funimation Entertainment.
De hoofdpersoon van de serie is Minato Sahashi, een rōnin die twee keer gezakt is voor zijn toelatingsexamen voor de universiteit. Zijn leven verandert wanneer hij een meisje genaamd Musubi ontmoet.

## Verhaal
In Tokio (bekend als Shinto Teito (新東帝都, Shinto Teito, "New Eastern Imperial Capital")), in het jaar 2020 is de 19-jarige Minato Sahashi al twee keer gezakt voor zijn toelatingsexamen voor de universiteit. Bovendien voelt hij zich ongemakkelijk onder vrouwen en is hij werkloos. Hij kon nooit op tegen zijn moeder en zus toen hij opgroeide, iets wat hij nu nog steeds niet kan. In werkelijkheid is Minato ontzettend intelligent, maar heeft zijn onvermogen om met druk om te gaan gezorgd dat hij vaak voor loser of idioot is uitgemaakt.
Op een dag ontmoet Minato een meisje genaamd Musubi, die letterlijk uit de lucht komt vallen. Minato leert al snel dat ze een "Sekirei" is en hij haar "Ashikabi", een mens met speciale genen die hem in staat stelt Sekirei te "markeren" (een contract vormen). Dit verbindt de Sekirei met de Ashikabi en laat hem toe de volledige krachten van de Sekirei te gebruiken tijdens de eliminatiegevechten met andere Sekirei. Bestaande uit knappe meisjes, borstige vrouwen en knappe jonge jongens, vechten de Sekirei in de gevaarlijke en soms dodelijke competitie bekend als "The Game" of het "Sekirei Plan", georganiseerd door Hiroto Minaka, de voorzitter en oprichter van de mysterieuze en machtige MBI Corporation.
Minato leert al snel dat de partner van een mooi meisje niet alleen maar plezier en spelletjes is, vooral wanneer hij ontdekt dat een Ashikabi meer dan één Sekirei als partner kan hebben – en dat is ook precies waar alle problemen beginnen.

## Terminologie

### Sekirei
Sekirei (鶺鴒) zijn buitenaardse superkrachtige wezens met een genetische code dat lijkt op dat van de mens. Het Sekirei-ruimteschip is op de aarde gestort in 1999. Om precies te zijn op Kamikura Island (神座島, Kamikura-jima) en het werd gevonden door de studenten Hiroto Minaka (aankomend MBI voorzitter) en Takami Sahashi (aankomend MBI-hoofdonderzoeker en Minato's moeder). Aan boord vond het paar 108 levensvormen, beschreven als "One pillar and 107 baby birds" (Een pijler en 107 baby vogeltjes).
- De eerste van hen (een van de pijlers, aangeduid als #00,[3] later hernummerd en gekend als #01 Miya) was een volwassene.
- Acht (later bekend als #02-06, 08-09 en #07 zonder naam) waren embryo's.
- de 99 anderen (later bekend als #10-108) waren bevruchte eieren.

De volwassene en de acht embryo's zijn ook bekend als de "Single Numbers" (alleenstaande nummers). Er wordt gesuggereerd dat niet-bevleugelde Alleenstaande Nummers gelijk of zelfs sterker zijn dan hun bevleugelde tegenhangers. Alle Sekirei hebben aanpassingen ondergaan om deel te nemen aan de "Sekirei Plan", vooral de Alleenstaande Nummers (sommige aanpassingen waren schadelijk). De aanpassingen waren niet alleen gedaan om de Sekirei sterker te maken, maar ook om hun krachten te stabiliseren en onder controle te krijgen. Elke Sekirei heeft een Norito (祝詞, lit. "Incantations"), een unieke capaciteit die hen toelaat om krachtige aanvallen te doen. Voordat ze de Norito kunnen gebruiken, moet een Sekirei gezoend worden door een Ashikabi.
Er zijn ook acht mysterieuze embryo's, genaamd Jinki (神器, lit. "God's instrument") en genummerd van #1 tot #8, gevonden in het Sekirei-ruimteschip. Als ze alle acht verzameld zijn, is het mogelijk ze te gebruiken om alle Sekirei uit te schakelen als de bezitter dat wenst. Sekirei die onder dezelfde Ashikabi behoren, kunnen ook hun technieken bundelen en zo krachtigere technieken te creëren. Dit zorgt ervoor dat de meeste Ashikabi een achterstand hebben, omdat maar een paar Ashikabi meer dan één Sekirei bezitten.
De landlady van Izumo Inn verteld Homura in aflevering 11 van het tweede seizoen van de anime, Sekirei: Pure Engagement, over het doel van een Sekirei. Ze zegt: "Sekirei zijn vogels die lesgeven in de liefde. Ze geven les over liefde en worden er terug in onderwezen, terwijl ze geboorte geven aan deze geweldige kracht genaamd verbond. En brengen wonderen voort. Daarom zijn Sekirei geboren."

### Ashikabi
Ashikabi (葦牙) zijn mensen met unieke genen die hen in staat stellen om door Sekirei gediend te worden. Door de uitwisseling van speeksel tussen een Sekirei en zijn/haar Ashikabi (via een zoen), kan een Sekirei zonder vleugels een "bevleugelde" Sekirei worden. In tegenstelling tot een Sekirei, welke over het algemeen aantrekkelijke grootborstige vrouwen en jonge knappe mannen zijn, kunnen Ashikabi in verschillende gedaantes voorkomen, geslacht, leeftijd en zelfs levensstandaard. In de serie kan de kracht van een Ashikabi niet alleen worden bepaald door het aantal Sekirei dat hij of zij bezit, maar ook door de band tussen hen. Vier Ashikabi in het bijzonder, Minato valt hier ook onder, worden beschouwd als de meest krachtige Ashikabi. Deze Ashikabi krijgen een naam gebaseerd op het deel van de stad waar ze heersen. Wanneer een Ashikabi doodgaat zullen alle Sekirei die hij of zij bevleugeld heeft ook sterven.

### Sekirei Plan
De Sekirei Plan (鶺鴒計画, Sekirei Keikaku), bekend voor Minaka en anderen als de Game, is een competitie waarin Sekirei en Ashikabi vechten om te overleven totdat de laatsten overblijven. Het derde duel van Niveau Drie van de Game is op dit moment geëindigd in de manga. Het Sekirei Plan heeft zes niveaus. Het eerste anime seizoen eindigde in het midden van het Tweede Niveau.
- Eerste Niveau: De Sekirei zijn aangepast en losgelaten in Tokyo. Hierna moeten ze hun Ashikabi vinden om bevleugeld te worden. Dit niveau eindigde toen 90% van de Sekirei bevleugeld waren.
- Tweede Niveau: Tokio werd een gesloten stad en geen enkele Sekirei of Ashikabi kan vertrekken. De Ashikabi moeten dan de overgebleven onbevleugelde Sekirei bevleugelen.
- Derde Niveau: Een serie duellen tussen Ashikabi met als grote prijs een van de Jinki te worden. Drie teams (een Ashikabi en tot drie Sekirei) nemen deel in het eerste en derde (huidige) duel. Vijf paren (een Ashikabi en een Sekirei) nemen deel aan het tweede duel.
- Vierde Niveau: Details over dit niveau zijn nog niet vrijgegeven.
- Vijfde Niveau: Details over dit niveau zijn nog niet vrijgegeven.
- Zesde Niveau: Details over dit niveau zijn nog niet vrijgegeven.

## Media

### Manga
Sekirei begon als een manga-serie in het seinen manga tijdschrift Young Gangan in juni 2005, gepubliceerd door Square Enix. In juni 2010 werden tien delen uitgegeven.

### Drama-cd
Een drama-cd, getiteld Sekirei Original Drama CD, werd uitgegeven op 25 juli 2007 door Frontier Works.

### Anime
De eerste 12 delen lange anime-serie adaptatie, die geproduceerd werd door de animatiestudio Seven Arcs en geregisseerd door Keizo Kusakawa, werd uitgezonden in Japan tussen 2 juli en 17 september 2008. Aniplex heeft de licentie op de anime in Japan. De verhaalstructuur in het eerste seizoen komt bijna volledig overeen met die van de manga serie. Het eerste seizoen gaat grotendeels over de eerste eenenvijftig hoofdstukken van de mangaserie. De titelsong is "Sekirei" (セキレイ)} en is de aftitelingssong is "Dear sweet heart"; beide nummers worden uitgevoerd door Saori Hayami (#88 Musubi), Marina Inoue (#9 Tsukiumi), Kana Hanazawa (#108 Kusano) en Aya Endo (#2 Matsu). De aftitelingssong wordt gebruikt in aflevering elf is "Kimi o Omou Toki" (きみを想うとき, "When I Think of You") door Hayami. Zes dvd's van het eerste seizoen werden uitgegeven tussen 22 oktober 2008 en 25 maart 2009. Het zesde DVD-deel werd vergezeld door een original video animation (OVA)-aflevering, "Kusano's First Shopping Trip" (初メテノオツカイ, Hajimete no Otsukai, "The First Errand"), met Kusano die deelneemt aan een winkelwedstrijdrace met Musubi en Tsukiumi. Een blu-ray-box van het eerste seizoen werd uitgegeven op 30 juni 2010 met drie blu-raydiscs een extra cd. Op Anime USA 2009, kondigde Funimation Entertainment aan dat het een licentie in bezit had van het eerste seizoen van de anime en dat er een dvd-box zou worden uitgegeven op 23 november 2010.
Een tweede seizoen met de titel Sekirei: Pure Engagement (セキレイ～Pure Engagement～) werd uitgezonden op 4 juli 2010 op Tokyo MX en opnieuw op 6 juli 2010 op een ander Japans station. De eerste aflevering van Sekirei: Pure Engagement werd vooraf uitgezonden op 13 juni 2010. De titelsong is "Hakuyoku no Seiyaku (Pure Engagement)" (白翼ノ誓約〜Pure Engagement〜) en de aftitelingssong is "Onnaji Kimochi" (おんなじきもち, "Same Feeling"); beide nummers werden uitgevoerd door Hayami, Inoue, Hanazawa en Endo, net zoals in het eerste seizoen. De aftitelingssong voor aflevering 10 is "Oboeteiru kara" (おぼえているから, "Remembering You") door Hayami. Een single met beide nummers werd op 21 juli 2010 uitgegeven. De limited edition van de single kwam gebundeld met een speciale drie-minuten lange OVA, uitgegeven als aflevering 0, met de titel "Two-Topic Gossip" (閑話弐題, Kanwa Ni Dai). De volledig 28 minuten lange versie van de OVA werd uitgegeven met het eerste bd/dvd-deel van het tweede seizoen op 25 augustus 2010. Op de Anime Expo 2010, kondigde Funimation Entertainment aan dat ze de licentie van het tweede seizoen in bezit hebben gekregen.

### Computerspel
Een computerspel voor de PlayStation 2 met de naam Sekirei: Gifts from the Future (セキレイ ～未来からのおくりもの～, Sekirei ~Mirai kara no Okurimono~) werd uitgegeven op 29 oktober 2009 door Alchemist in gelimiteerde en regulaire edities. Twee muziekstukken voor de muziek van het spel waren "Yaksuko I'm with You" (?? I'm with You, "Promise I'm with You") en "Survive Baby Survive!", beiden uitgevoerd door Saori Hayami, Marina Inoue, Kana Hanazawa en Aya Endo. De gelimiteerde editie was gebundeld met actiefiguren van Musubi, Tsukiumi en Kusano in een panda pak, een drama-cd van 40 minuten en een tekening van Matsu. Naast Musubi, Tsukiumi, Matsu, Kusano, Miya, Homura, Uzume en Minato van de anime en de manga, creëerde Alchemist vier nieuwe karakters die alleen in het spel voorkwamen, bestaande uit twee Sekirei, een Ashikabi en een baby.
Het spel vindt plaats in de Sekirei tijdlijn en is een visual novel. Minato en de Sekirei van Izumo Inn ontmoeten nieuwe karakters bestaande uit Sekirei #54, Kuruse (来瀬) (Haruka Tomatsu), Sekirei #57, Yahan (夜半) (Ayahi Takagaki), Ashikabi Reiji Koya (甲屋　玲治, Koya Reiji) (Yuichi Nakamura) en een baby die Aka-chan (赤ちゃん) (Haruka Tomatsu) wordt genoemd. Het draait om de ontdekking van de genoemde baby, wie wordt achtervolgd door onbekende personen, nadat Minato en de Sekirei haar achtergelaten in de stad vonden.

## Rangorde
Acht delen van de manga bereikten de top 30 van verkochte manga's in Japan. Deel negen kwam op de 17e plaats (van de 30) met 65.732 verkochte exemplaren van 21 tot 27 december 2009. Tussen 28 juni tot 4 juli 2010 werden er 47.019 stuks van deel tien verkocht; met in totaal 120.991 exemplaren kwam deel tien op de 20e plaats van de 30.